# Psaronius
Lo psaronio (gen. Psaronius) è una pianta estinta, appartenente al gruppo delle felci arboree. Visse tra il Carbonifero superiore e il Permiano inferiore (320 - 270 milioni di anni fa). I suoi resti fossili, sotto forma di fusti e fronde, sono stati ritrovati in varie località d'Europa e Nordamerica.

## Descrizione
Questa felce arborea poteva raggiungere i dieci metri d'altezza, e aveva una chioma composta da fronde disposte spiralmente o in file verticali. La forma generale era molto simile a quella delle attuali felci arboree, ma le fronde si differenziavano da queste ultime per il profilo e la disposizione di pinne e pinnule. Le fronde erano piuttosto spesse e raggiungevano la lunghezza di due o addirittura tre metri. La parte superiore del fusto non aveva ancora le strutture riconoscibili nel tronco delle forme attuali, e al di sotto della corona frondosa erano visibili le cicatrici lasciate dalle foglie cadute. Nella parte inferiore del fusto, invece, queste cicatrici erano nascoste dalla corteccia.

## Classificazione

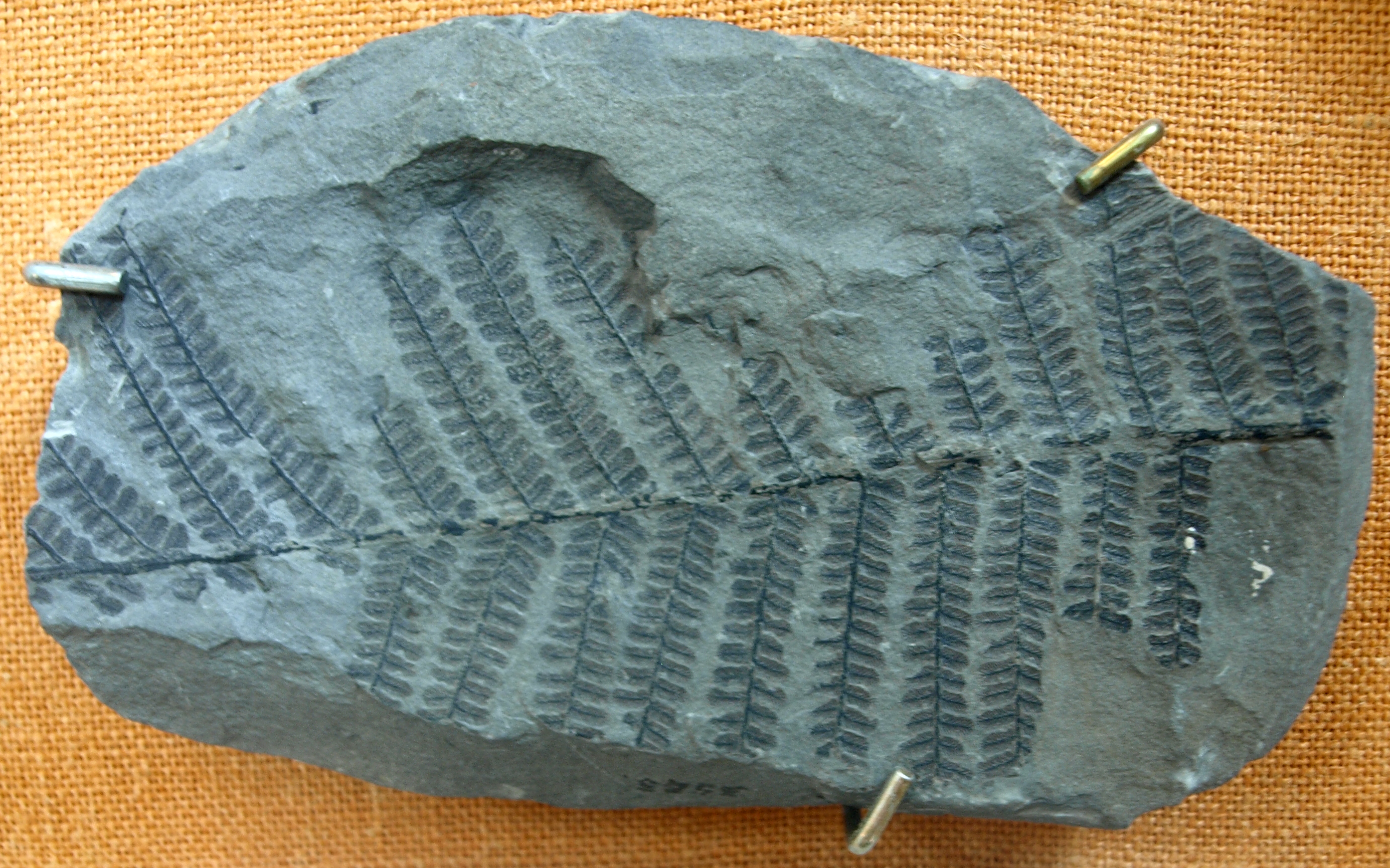
Fronda di Pecopteris bucklandi

Lo psaronio fa parte delle felci arboree, all'interno delle pteridofite. Le prime specie di Psaronius sono note nel Namuriano della Scozia e nel Pennsylvaniano inferiore dell'Illinois. In seguito (Westfaliano) questo genere conobbe una rapida espansione e nel Permiano inferiore (Stefaniano) Psaronius conobbe la massima espansione. Inizialmente il termine Psaronius era usato solo per indicare i fossili del fusto, mentre le fronde andavano sotto il nome di Pecopteris. Solo in seguito Psaronius è diventato il nome dell'intera pianta.

## Habitat e stile di vita
Le varie specie di psaronio abitavano differenti ambienti: pianure alluvionali, foreste paludose ma anche terreni stagionalmente secchi. Quando il clima divenne molto secco, nel corso del Permiano, Psaronius scomparve. Stranamente, su molti fossili del fusto di Psaronius sono stati trovati resti di altre felci. Altre felci simili a liane e felci con semi, probabilmente rampicanti, vivevano come epibionti su Psaronius.